# Luftenberg an der Donau
Luftenberg an der Donau là một đô thị thuộc huyện Perg thuộc bang Oberösterreich, Áo. Đô thị Luftenberg an der Donau có diện tích 16,9 km², dân số thời điểm năm 2006 là 3732 người.